# Sawwo-Borzia
Sawwo-Borzia (ros. Савво-Борзя) – wieś w Rosji, w Kraju Zabajkalskim, w rejonie aleksandrowo-zawodzkim. W 2010 liczyła 212 mieszkańców.